# 胼胝質
胼 胝 質（Callose）是一種植物的多糖，由葡萄糖殘基彼此藉由β-1,3-連結相互連接，所以又被稱作是β-葡聚醣。一般認為它是在細胞壁被胼胝質合成酶所製成，並且它能夠被β-1,3-葡聚醣酶所分解。當進行細胞質分裂和花粉形成的時候，生成的胼胝質放置在原生質絲和細胞板之中。它在受傷、被病原感染、鋁以及脫落酸作用下時會被生成出來。在生長季節末期常生成並儲存在篩板之上。對於有性生殖的被子植物，胼胝質也能夠迅速生成，用以幫助成長中的母細胞和四分體，但這現象在無融合生殖分類中不曾發現。